# Bad Tölz
Bad Tölz (en bávaro: Däiz) es una ciudad en Baviera, Alemania, centro administrativo del distrito de Bad Tölz-Wolfratshausen.

## Historia

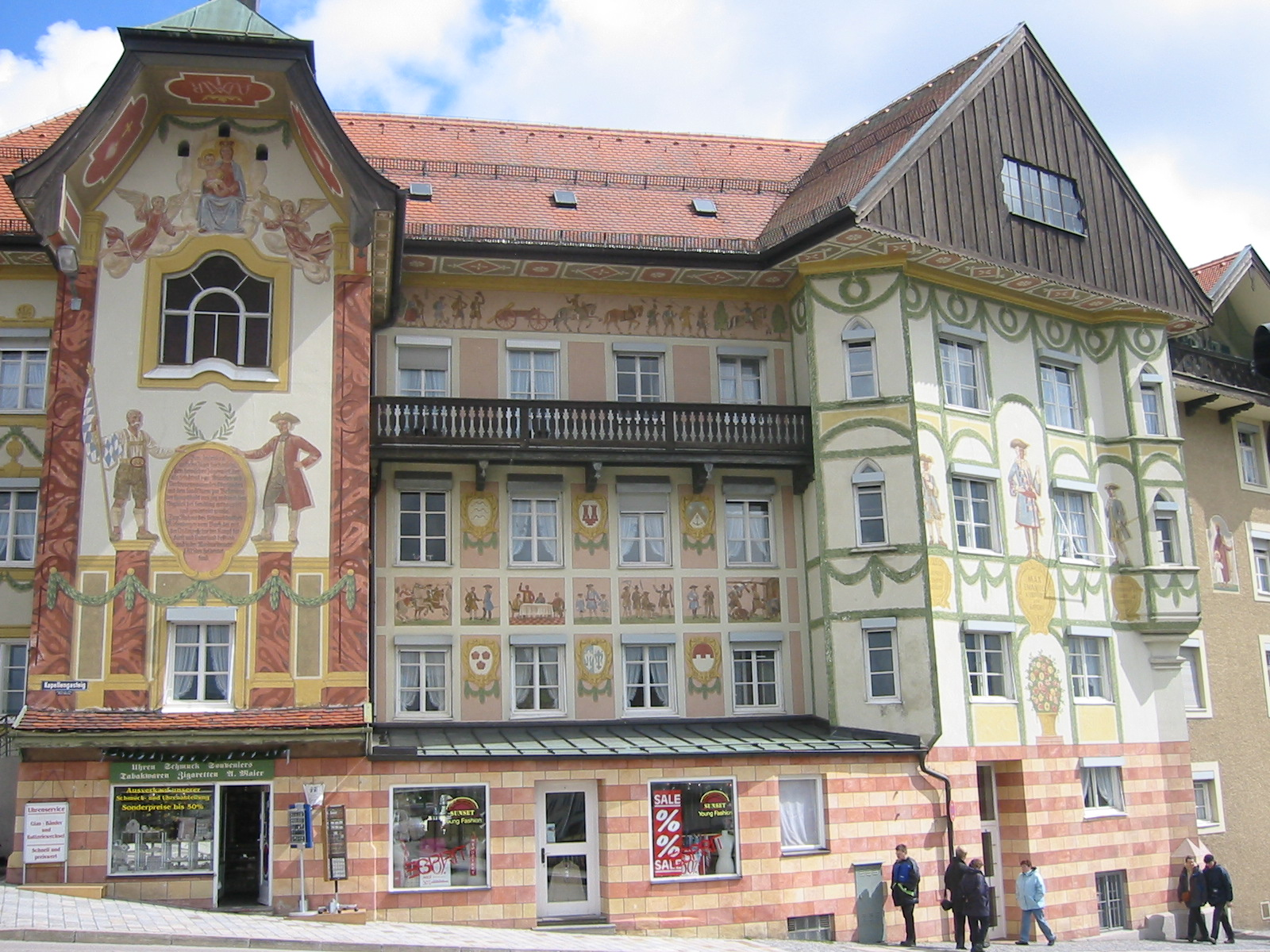
Bad Tölz.

Desde la retirada de los glaciares al final de la Edad de Hielo, la arqueología ha revelado una ocupación humana continua en el área de Bad Tölz: existen, por ejemplo, trazas de la cultura de Hallstatt, de colonias romanas y de los celtas romanizados.
El nombre Tölz (como Tolnze) aparece en época relativamente tardía, a finales del siglo xii. En textos antiguos se registra el nombre de Reginried para un asentamiento perteneciente al monasterio de Tegernsee, que se refiere posiblemente al actual Reid, en la zona occidental de Mühlfeld.
Hainricus de Tolnze construyó allí un castillo (hoy inexistente) a fin de controlar el tráfico fluvial y terrestre en la región. En 1331 Luis IV de Baviera hizo de Tölz un mercado y centro comercial.
Durante el siglo xiv la ciudad se convirtió en una encrucijada para el comercio de sal y madera a través del río Isar. En 1443 un incendio destruyó la calle del mercado, el castillo y la iglesia. El duque Alberto III comenzó la reconstrucción de la ciudad en piedra y edificó un palacio que permaneció hasta la década de 1770, cuando —ya deteriorado— fue arrasado por el agua.
La guerra de los Treinta Años (1618-1648) trajo plagas y destrucción a la región. Durante la guerra de sucesión española, la situación comenzó a mejorar con el comercio de caliza y madera, entre otros productos. Durante esta guerra el vintner Johann Jäger de Tölz lideró una banda de granjeros que combatieron en Sendling, al sur de Múnich.
A mediados del siglo xix el destino de Tölz cambió con el descubrimiento de manantiales naturales. La ciudad empezó a dar importancia a las propiedades curativas de las termas y se convirtió en un lugar de curación. En 1899 comenzó a ser conocida como Bad Tölz. También constituye un lugar de peregrinación: cada 6 de noviembre se celebra una fiesta en honor de san Leonardo de Moblac. En 1718 se erigió una capilla conmemorativa del Monte del Calvario.
En 1937 se creó en Tölz una escuela de cadetes de las Schutzstaffel (Waffen-SS), la Junkerschule Bad Tölz, que funcionó hasta fines de la Segunda Guerra Mundial. Así mismo, operó allí un subcampo de Dachau, que proveyó trabajo a la escuela militar. Luego la escuela fue ocupada por el 1.er Batallón del X Cuerpo de Fuerzas Especiales de Estados Unidos hasta 1991.
También se situarían en esta localidad los hechos descritos en la película Die Brücke (El puente, 1959), narrados por su único superviviente, el escritor Gregor Dorfmeister.

## Turismo
Bad Tölz es conocida por su balneario, la ciudadela medieval y su espectacular paisaje alpino. En la ribera occidental del Isar se encuentran los modernos baños termales (Kurverwaltung), cuyas aguas ricas en yodo son famosas por sus propiedades curativas. Otra atracción turística la constituye la Stadtpfarrkirche, iglesia parroquial construida en 1466, ejemplo del gótico tardío alemán.

## Geografía
Bad Tölz se encuentra en la ribera del río Isar, 658 metros sobre el nivel del mar. Ocupa una superficie de 30,8 kilómetros cuadrados.

## Transporte
La ciudad tiene una estación de la línea Múnich a Lenggries del ferrocarril bávaro.

## Cultura
- En Bad Tölz se localiza la serie de televisión, popular en Alemania, Der Bulle von Tölz.
- Coro de niños de Tölz, famosa agrupación coral que contribuye a que el nombre de Bad Tölz se conozca en todo el mundo.
- En Bad Tölz se localiza un club de hockey, EC Bad Tölz (también conocido como Tölzer Löwen).